# Bad Emstal
Bad Emstal est une municipalité allemande située dans le land de la Hesse et l'arrondissement de Cassel.

## Personnalités liées à la ville
- Elsbeth von Nathusius (1846-1928), écrivain morte à Merxhausen.